# 583 Klotilde
583 Klotilde este un asteroid din centura principală, descoperit pe 31 decembrie 1905, de Johann Palisa.